# Marshall County (Tennessee)
Marshall County ist ein County im Bundesstaat Tennessee der Vereinigten Staaten. Das U.S. Census Bureau hat bei der Volkszählung 2020 eine Einwohnerzahl von 34.318 ermittelt. Der Verwaltungssitz (County Seat) ist Lewisburg.

## Geographie
Das County liegt etwas südlich des geographischen Zentrums von Tennessee, ist im Süden etwa 45 km von Alabama entfernt und hat eine Fläche von 974 Quadratkilometern, wovon 2 Quadratkilometer Wasserfläche sind. Es grenzt im Uhrzeigersinn an folgende Countys: Rutherford County, Bedford County, Lincoln County, Giles County, Maury County und Williamson County.

## Geschichte
Marshall County wurde am 20. Februar 1836 aus Teilen des Bedford County, Lincoln County und des Maury County gebildet. Benannt wurde es nach John Marshall, einem Vorsitzenden Richter am Obersten Gerichtshof der Vereinigten Staaten (Supreme Court of the United States).

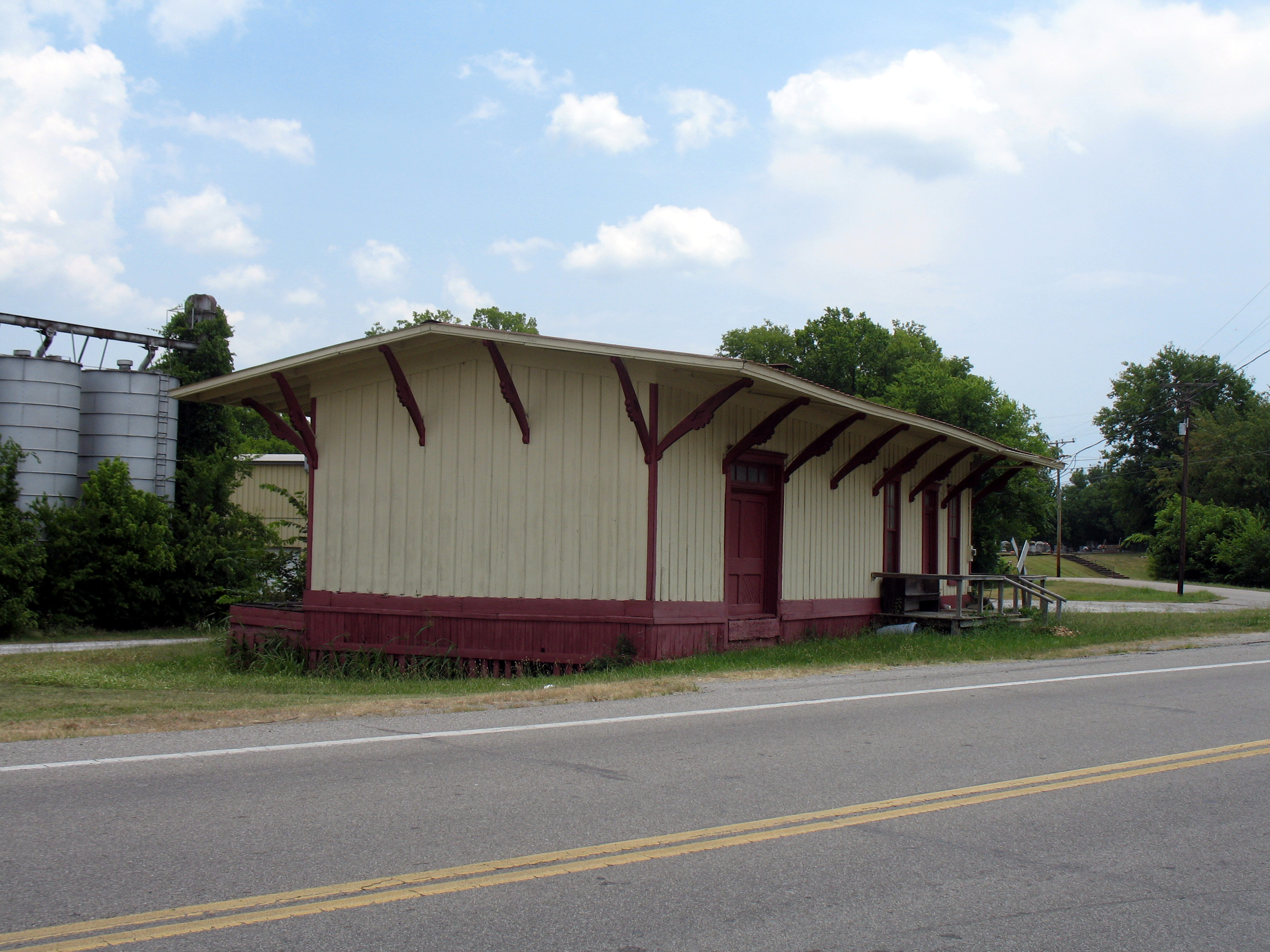
Das Belfast Railroad Depot ist einer von 19 Einträgen des Countys im NRHP.

19 Bauwerke und Stätten des Countys sind im National Register of Historic Places (NRHP) eingetragen (Stand 23. August 2018).

## Demografische Daten

Alterspyramide Marshall County

Nach der Volkszählung im Jahr 2000 lebten im Marshall County 26.767 Menschen in 10.307 Haushalten und 7.472 Familien. Die Bevölkerungsdichte betrug 28 Einwohner pro Quadratkilometer. Ethnisch betrachtet setzte sich die Bevölkerung zusammen aus 89,42 Prozent Weißen, 7,77 Prozent Afroamerikanern, 0,25 Prozent amerikanischen Ureinwohnern, 0,31 Prozent Asiaten, 0,01 Prozent Bewohnern aus dem pazifischen Inselraum und 1,46 Prozent aus anderen ethnischen Gruppen; 0,77 Prozent stammten von zwei oder mehr Ethnien ab. 2,87 Prozent der Bevölkerung waren spanischer oder lateinamerikanischer Abstammung.
Von den 10.307 Haushalten hatten 33,8 Prozent Kinder und Jugendliche unter 18 Jahre, die bei ihnen lebten. 56,8 Prozent waren verheiratete, zusammenlebende Paare, 11,6 Prozent waren allein erziehende Mütter und 27,5 Prozent waren keine Familien. 23,9 Prozent waren Singlehaushalte und in 10,0 Prozent lebten Personen im Alter von 65 Jahren oder darüber. Die Durchschnittshaushaltsgröße betrug 2,56 und die durchschnittliche Haushaltsgröße betrug 3,02 Personen.
25,6 Prozent der Bevölkerung waren unter 18 Jahre alt, 8,7 Prozent zwischen 18 und 24, 29,9 Prozent zwischen 25 und 44, 23,2 Prozent zwischen 45 und 64 und 12,6 Prozent waren älter als 65. Das Durchschnittsalter betrug 36 Jahre. Auf 100 weibliche Personen kamen statistisch 95,4 männliche Personen und auf 100 Frauen im Alter von 18 Jahren und darüber kamen 92,9 Männer.
Das jährliche Durchschnittseinkommen eines Haushalts betrug 38.457 USD, das Durchschnittseinkommen der Familien betrug 45.731 USD. Männer hatten ein Durchschnittseinkommen von 31.876 USD, Frauen 22.362 USD. Das Prokopfeinkommen betrug 17.749 USD. 7,3 Prozent der Familien und 10,0 Prozent der Einwohner lebten unterhalb der Armutsgrenze.